# Мойинкум (Шуський район)
Мойинку́м (каз. Мойынқұм) — село у складі Шуського району Жамбильської області Казахстану. Адміністративний центр Корагатинського сільського округу.
У радянські часи село називалось імені Абая.
Населення — 1780 осіб (2021; 1700 у 2009, 2027 у 1999, 2096 у 1989).